# Генрих VI Добрый
Генрих VI Добрый (Вроцлавский) (пол. Henryk VI Dobry (Wrocławski), нем. Heinrich VI der Gute; 18 марта 1294 — 24 ноября 1335) — князь Вроцлавский и Легницкий в 1296—1311 годах (вместе с братьями Болеславом III Расточителем и Владиславом), князь Вроцлавский (1311—1335).

## Биография

### Юные годы
Представитель легницкой линии Силезских Пястов. Второй сын князя Легницкого и Вроцлавского Генриха V Брюхатого (1245/1250 — 1296) и Елизаветы Калишской (1261/1263 — 1304).
В 1296 году после смерти своего отца Генриха Брюхатого братья Болеслав III, Генрих VI и Владислав оказались под опекой своей матери Елизаветы Калишской (до 1304 года) и дяди, князя Болько I Яворского (до 1301 года). В 1301-1302 годах опекуном был епископ Вроцлавский Генрих Вержбна, который менее чем через год был отстранён от опеки над юными князьями из-за предполагаемого казнокрадства. Произошло это скорее всего с ведома и даже по заказу короля Чешского и Польского Вацлава II, для которого контроль над богатым и стратегически важным Вроцлавом был чрезвычайно важным. Для того чтобы князь Легницко-Вроцлавский ещё больше зависел от него, Вацлав II забрал в 1302 году старшего сына Болеслава к своему двору в Прагу. Что в то же время происходило с Генрихом VI — неизвестно.
Впервые Генрих VI упоминается в 1310 году, когда он женился на Анне Австрийской (1275—1327), старшей дочери герцога Австрии и короля Германии Альбрехта I Габсбурга и Елизаветы Каринтийской.

### Раздел Вроцлавско-Легницкого княжества
В 1311 году братья Болеслав III Расточитель, Генрих VI Добрый и Владислав произвели раздел Вроцлавского-Легницкого княжества на три части: Вроцлав, Легницу и Бжег. Самым бедным и наименее важным было Бжегское княжество. В договоре о разделе было предусмотрено, что брат, который станет править в Бжеге, также получит от двух других братьев денежную сумму в размере 50 000 гривен. Как старший из братьев, Болеслав III Расточитель имел право первого выбора. Желая получить дополнительную финансовую помощь, он неожиданно взял Бжег и денежную компенсацию. Генрих VI Добрый получил во владение Вроцлав, а Владислав стал править в Легнице. Генрих не имел никаких проблем с выплатой долга перед старшим братом (благодаря помощи богатых жителей Вроцлава) и сохранил вроцлавский княжеский престол. Младший брат Владислав, князь легницкий, был не в состоянии оплатить свою часть долга и из-за этого в 1312 году был изгнан из Легницы Болеславом III.
В 1312—1317 годах князья Болеслав Расточитель и Генрих Добрый конфликтовали с князьями Глогувскими из-за спорных земель, которых когда-то лишился их отец. Генрих VI и его старший брат Болеслав заключили союз с князем Малой Польши, Владиславом Локетеком. Их объединенные силы совершили военный поход против сыновей Генриха III Глогувского. В качестве предлога они использовали тот факт, что князь Генрих III Глоговский был непосредственно ответственен за преждевременную смерть Генриха V Брюхатого (отца Генриха и Болеслава III). В конце концов Владислав Локетек захватил почти все владения сыновей Генриха Глогувского в Великой Польше, а его союзники взяли только Ураз (был передан Генриху), Волув и Любенж (предоставлены Болеславу Расточителю).
В 1314 году князь Генрих Вроцлавский поддержал своего зятя, герцога Фридриха Красивого Австрийского, в борьбе за германский престол.
В 1321 году разгорелась новая война с князьями Глогувскими. Однако на этот раз Генрих уже не был убежден в её целесообразности, и в 1322 году он подписал сепаратный договор с князьями Глогувскими, получив взамен город Смогожув с округом. Договор был закреплён браком Эльжбеты, старшей дочери Генриха Доброго, с князем Конрадом I Олесницким.
Борьба Болеслава III Расточителя с сыновьями Генриха III Глоговского продолжалась до следующего года. Тогда же Болеслав, желая вернуть себя власть над крупным и богатым Вроцлавом, официально предложил младшему брату отказаться от Вроцлава в пользу Легницы. Генрих VI отказался от этой невыгодной сделки. Война между братьями была неизбежной.

### Соперничество с братом Болеславом III
Генрих Добрый восстановил контакты с польским королем Владиславом Локетеком, и обещал принести ему вассальную присягу и даже объявил его своим наследником в обмен на помощь против старшего брата Болеслава. Но Владислав I Локетек, опасавшийся прямой конфронтации с королем Чехии, отклонил это предложение. После этого Генрих Добрый обратился за помощью к императору Священной Римской империи Людвигу IV Баварскому. 20 апреля 1324 года князь Вроцлавский объявил себя вассалом Людвига Баварского. Взамен Генрих Добрый получил от императора право наследования его дочерьми Вроцлавского княжества. Таким образом, Болеслав III Расточитель и его потомки были лишены права на наследование Вроцлавского княжества. В ответ Болеслав предпринял вооруженные попытки урегулировать спор с младшим братом, но потерпел неудачу у мощных стен Вроцлава.
В 1325 году Генрих Добрый выдал свою вторую дочь Евфимию замуж за Болеслава Старшего, князя Немодлинского. Генрих также вступил в союз с Тевтонским орденом, который был направлен против главного сторонника Болеслава III, короля Польши Владислава I Локетека.
В конце концов под давлением богатых горожан Вроцлава Генрих Добрый вынужден был заключить союз с чешским королем Иоганном Люксембургским. Подписание договора состоялось во Вроцлаве 6 апреля 1327 года. В соответствии с условиями договора, Вроцлавское княжество оставалось независимым, но после смерти Генриха должно было войти в состав Чешского королевства. В обмен на эти уступки, Генрих получить от короля Чехии Кладскую землю (на северо-востоке Чехии) в пожизненное владение и высокую пенсию.
Во внутренней политике Генрих Добрый ориентировался на богатых жителей Вроцлава, которых он одаривал многочисленными привилегиями. Его отношения с католической церковью, напротив, были весьма напряженными, за что в 1319—1321 годах он даже был отлучен от церкви.
Генрих VI Добрый скончался 24 ноября 1335 года и был похоронен в часовне Святой Ядвиги монастыря Святой Клары во Вроцлаве. После его смерти Вроцлавское княжество вошло в состав Чешского королевства.

## Брак и дети
В 1310 году Генрих Добрый женился Анне Австрийской (1275/1280, Вена — 19 марта 1327, Вроцлав), старшей дочери Альбрехта I Габсбурга, герцога Австрии и короля Германии, и вдове Германа, маркграфа Бранденбург-Зальцведельского. У них родились три дочери:
- Эльжбета (1311/1312 — 22/29 февраля 1328), муж с 1321/1322 года князь Конрад I Олесницкий (1290/1294 — 1366)
- Евфимия (Офка) (1312/1318 — после 21 марта 1383), муж с 1325 года князь Болеслав Немодлинский (1290/1295 — 1362/1365)
- Маргарита (1313/1314 — 8 марта 1379), настоятельница монастыря Святой Клары в Вроцлаве (1359).